# Mojo (magazin)
A Mojo havonta megjelenő brit zenei magazin, a nemzetközi azonosítója: ISSN 1351-0193, 
a főszerkesztője Phil Alexander.
A magazint az EMAP kiadó indította útjára, miután látták, hogy az 1986-ban alapított Q magazin milyen sikert ért el, köszönhetően az újraéledt érdeklődésnek a klasszikus rock iránt. Az első szám 1993. október 15-én jelent meg, a címlapján Bob Dylan és John Lennon voltak. Gyakran kritizálják, amiért oly nagy figyelmet szentel a klasszikus rock előadók iránt – a kritizálók szerint a fiatal előadók kárára. 2010 körül havi 94 ezer példányszámban jelent meg. Minden második hónapban a Q magazinnal közösen kiadnak egy speciális kiadványt, amely a zenetörténet egyes időszakaira, stílusaira, vagy lényegesebb zenészeire fókuszál.
Több elismert zenei kritikus és újságíró volt a munkatársa az évek során: Simon Reynolds, Jon Savage, Mark Blake, vagy Greil Marcus.

## Külső hivatkozások
- Weboldal